# Billet de 20 francs Travail et Science
Pour les articles homonymes, voir 20 francs.
Recto
Verso
Chronologie
20 francs Bayard 20 francs Pêcheur
Le 20 francs Travail et Science est un billet de banque français créé le 7 décembre 1939, émis à partir du 16 décembre 1940 par la Banque de France. Il fait suite au 20 francs Bayard.

## Historique
Entre 1930 et 1940, il n'y a pas de billets de 20 francs français en circulation : cependant, les pièces de 10 et 20 francs type Turin frappées en argent commençant à être thésaurisées à partir de 1937, l'Institut monétaire reçoit alors la demande d'un billet de 20 francs.
Le projet initial devait célébrer deux activités essentielles : la Science et le Travail. Dans une deuxième version, c'est le Travail qui fut placé en avant, la Science étant reléguée en seconde place.
Ce billet créée le 7 décembre 1939, fut émis jusqu'en décembre 1941 (daté 1942) puis remplacé par le 20 francs Pêcheur. Il a relativement peu circulé bien qu'imprimé à plus de 180 millions d'exemplaires.
Il cesse d'avoir cours légal le 1er janvier 1963 pour un tirage total de 188 400 000 d'exemplaires.

## Description
Il a été peint dans des tons polychromes à dominante bleu par Clément Serveau et gravé par Ernest-Pierre Deloche.
Au recto, l'on peut voir à droite deux visages de face figurant les allégories du Travail et de la Science : un jeune ouvrier portant un marteau devant un homme plus âgé et barbu, le tout sur fond de feuilles de papiers empilées.
Au verso, à gauche, dans un décor de laboratoire, un chercheur en blouse blanche est penché au-dessus de son microscope disposé sur une paillasse, tandis que par la fenêtre, l'on aperçoit un fleuve traversé par un pont métallique, baigné de péniches, et plus loin, des usines en activité. Le chercheur en blouse blanche est le portrait du docteur François Debat, membre de l'Institut, qui avait créé un laboratoire ultra-moderne à Garches, pour lequel Clément Serveau avait réalisé des fresques. Quant aux paysages ils évoqueraient les filatures de Ferdrupt-sur-la-Moselle (Vosges).
Le filigrane blanc représente un visage de femme vue de face.
Les dimensions sont de 160 mm x 97 mm.